# Деймон Хета
Деймон Хета (англ. Damon Heta, нар. 3 березня 1969)  — австралійський професійний гравець в дартс. Володар Кубка світу з дартсу (PDC) 2022 року у складі збірної Австралії.

## Життєпис
Покрівельник за фахом, Хета в основному грав у турнірах Dartplayers Australia (DPA). Його першим значним успіхом стала кваліфікація на Sydney Darts Masters 2014, де він програв Дейву Чизнелу з рахунком 0–6 у першому раунді. Хета пройшов кваліфікацію на турнір Окленд Дартс Мастерс 2016, де програв у першому раунді Майклу ван Гервену з рахунком 3–6.
У 2020 році Хета вперше брав участь в чемпіонаті світу PDC. Разом із Саймоном Вітлок у 2022 році представляв Австралію у турнірі Кубок світу з дартсу (PDC) серед збірних команд, де вони вперше виграли цей титул. 